# Quariats
Els quariats (llatí: Quariates o Quadiates) foren un poble celta alpí esmentat a l'arc de Susa com un poble sota domini del rei Cotti. La llista esmenta en primer lloc els seguvis (Seguvii) i en darrer els Quadiates, però no dona cap referència del territori que habitaven. Plini el Vell esmenta un poble de la Gàl·lia Narbonesa sota el nom de Quariates, junt amb els adunicats i els suetri, i no lluny dels oxibis i els ligauns. Se suposa que vivien a l'esquerra del Durance, a la vall de Cairàs, més avall de Briançon i molt prop d'Embrun.